# Золотая гостиная Зимнего дворца
Золотая гостиная
Золотая гостиная — помещение в юго-западном крыле Зимнего дворца в Санкт-Петербурге.

## История
Золотая гостиная (зал № 304) создана по проекту А. П. Брюллова в 1841 году. Как и соседний Белый зал является репрезентативной частью приготовленных к свадьбе наследника апартаментов. Первоначальный проект Брюллова предполагал расчленить стены парными колоннами, а поле между ними затянуть тканью. Однако концепция оформления зала была изменена под влиянием императора Николая I, который взял за образец Тронный зал резиденции курфюрстов в Мюнхене. Об этом упоминает и сама Мария Александровна в письме к брату Карлу: «Большая золотая гостиная по образцу тронного зала баварских королей». Согласно описи 1841 года гостиная выглядела так: «Стены и карниз из фальшивого мрамора с орнаментом сплошь вызолоченные, панель фальшивого мрамора, окрашенная масленою краскою под лапис-лазурь, с вызолоченными в филенках рамками. Свод и падуги с лепными вызолоченными украшениями, а между ними с побелкою.». 

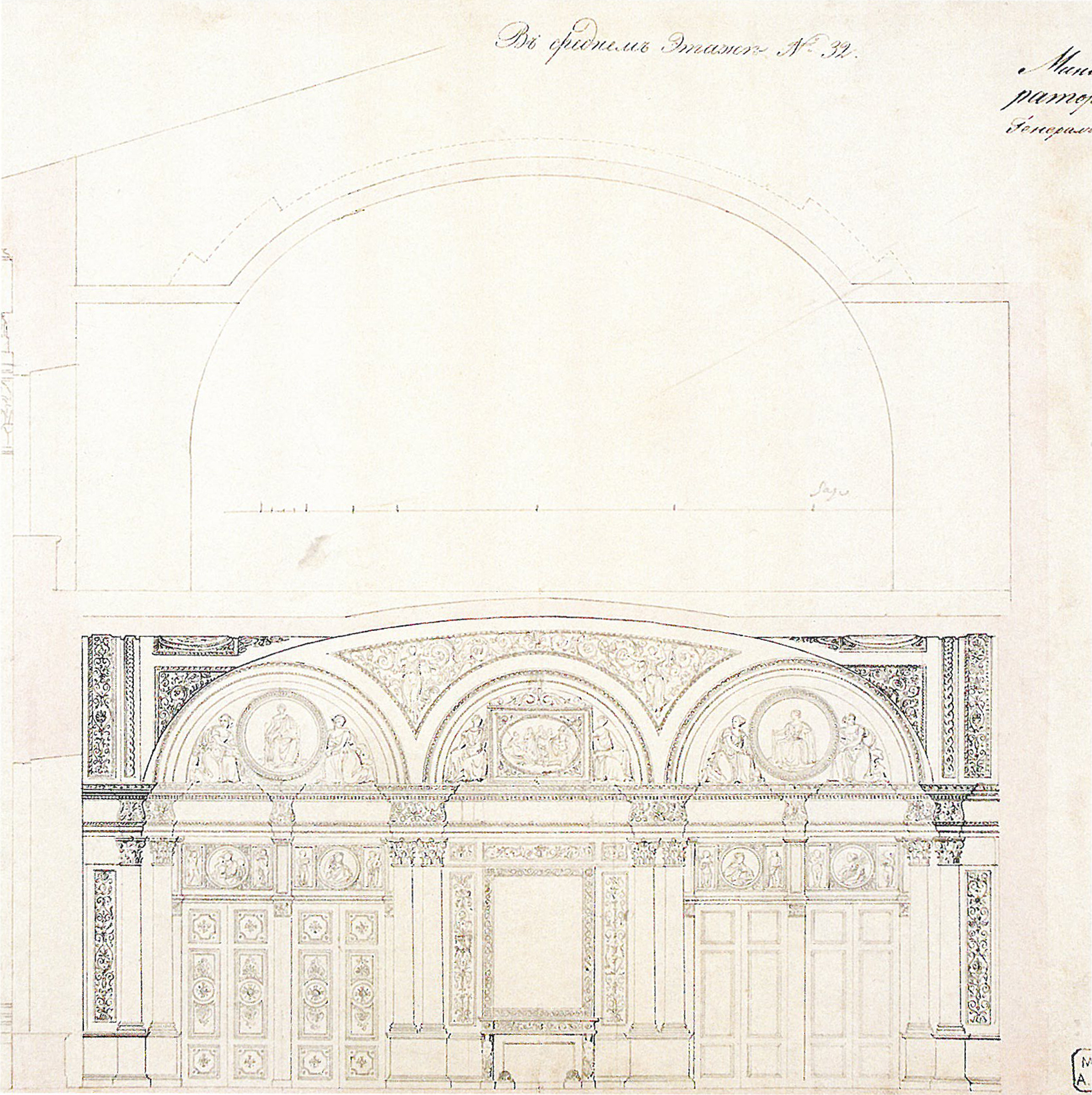
А. П. Брюллов. Первоначальный проект

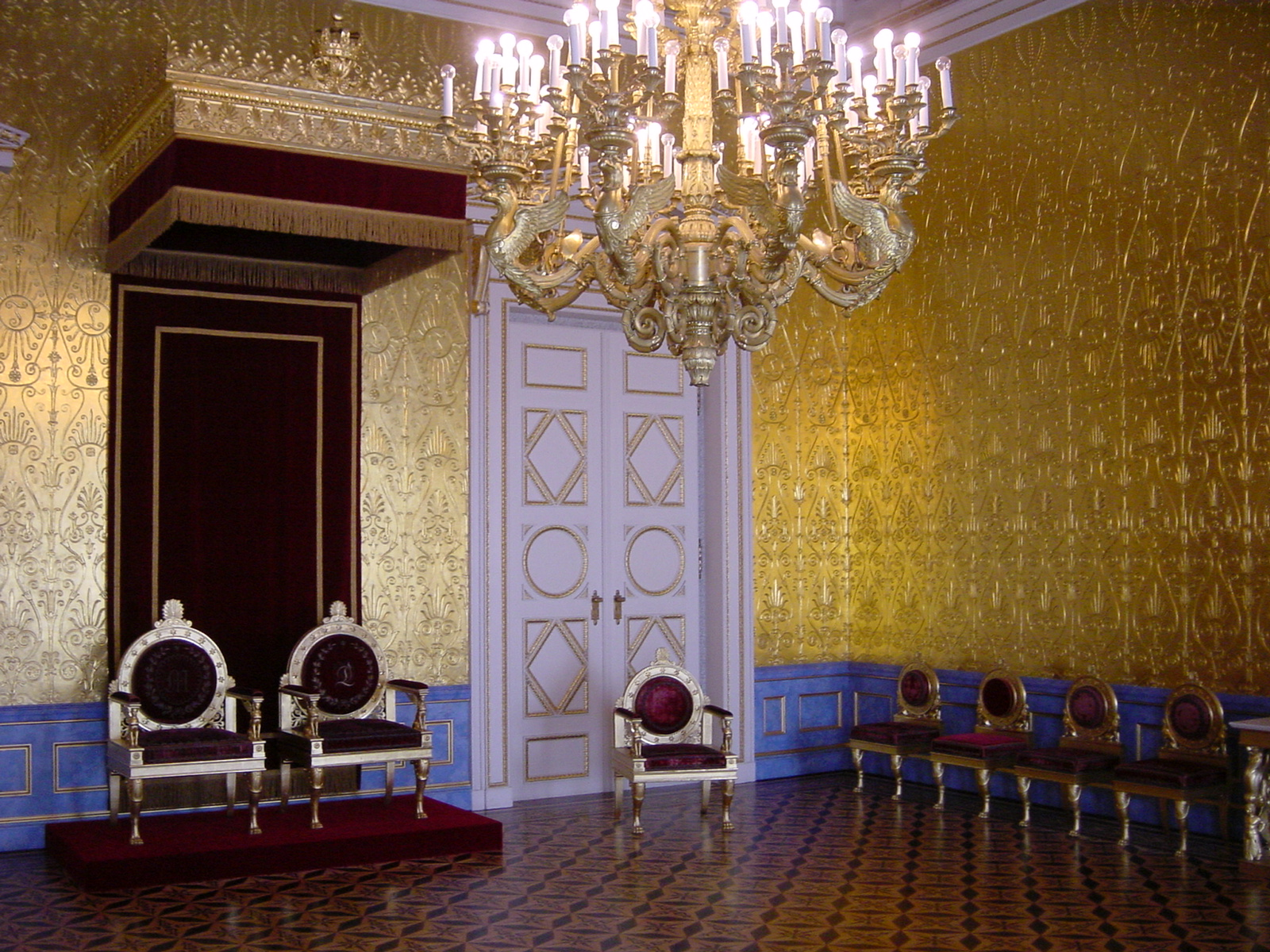
Тронный зал Мюнхенской резиденции, арх. Лео фон Кленце

Все стены и пилоны были покрыты тонким орнаментом и сплошь вызолочены, в нижней части стен по периметру выделена невысокая панель, роспись которой имитирует лазурит. В отличие от мюнхенского зала Золотая гостиная перекрыта коробовым сводом с треугольными распалубками с обильной позолоченной лепниной. Такое решение, несмотря на изначальную ориентацию архитектора на ренессансные мотивы, придаёт залу своеобразие и даёт отсылки к московской архитектуре XVII века — модное веяние в русском искусстве XIX века.
В 1850 году по рисункам архитектора А. И. Штакеншнейдера созданы новые занавеси и карнизы, мебельный гарнитур, обитый малиновой брокателью (ткань заменена во время реставрации в 1960-х годах на голубую). Изготовлением гарнитура занимался мебельных дел мастер В. Бабков. Несмотря на то, что проекты Штакеншнейдера были утверждены Николаем I, цесаревна наблюдала за ходом работ и вносила коррективы сообразно собственному вкусу.
Обращает на себя внимание один из самых сложных во дворце мраморный камин с яшмовыми колоннами, украшенный барельефом во фризе и мозаичной картиной. Первоначально заказ на изготовление камина с «барыльефом, хранящимся в кладовой Кабинета», был отдан П. Катоци, но вскоре проект был усложнён. В 1838 году Николай I распорядился, чтобы две колонны и две пилястры «из ориентального алебастра с бронзовыми базами», поднесённые князем Х. А. Ливеном, были использованы в декоре комнат наследника. На это предложение архитектор Брюллов сообщил, что «он, по размеру сих колонн, находит всего приличнее, устроить их в новой гостиной Ея Высочества, над камином». Работу передали «художнику мраморного искусства» Викентию Модерни. 
Убранство интерьера дополняют вызолоченные двери и великолепный паркет.
Золотая гостиная являлась парадным салоном Марии Александровны (аналогично Малахитовой гостиной императрицы Александры Фёдоровны, которую часто называли также Золотой) и танцевальным залом. В 1850 году цесаревна записывает: «...был бал у нас, танцевали в Золотой гостиной».
В трагические для России дни, наступившие после убийства Александра II, именно здесь, в окружении избранных членов Государственного Совета, новый русский самодержец Александр III решал судьбу Российской конституции и реформ, над которыми трудился и которые не успел завершить его отец.
Один из пяти балконов располагался на втором этаже, на юго-западном ризалите.
Выход на балкон осуществлялся из Золотой гостиной императрицы Марии Александровны (ныне зал № 304). Балкон был обычным, по форме — прямым, крепился на каменных консолях.
Все пять балконов были разобраны во второй половине 1920-х гг. А. В. Сивковым.
  .

## Экспозиция
С 2001 года в зале представлена экспозиция «Судьба одной коллекции. 500 резных камней из кабинета герцога Орлеанского». В витринах выставлены геммы, датируемые IV в. до н.э. — серединой XVIII в., составлявшие когда-то треть коллекции герцогов Орлеанских. В собрании находятся камеи, византийского стиля, большая группа инталий и камей знакомит с глиптикой Италии, Франции, Германии, Нидерландов XV — начала XVIII вв. Среди шедевров — портрет Генриха II Французского работы А. Чезати. Здесь же можно увидеть редких этрусских скарабеев, талисманы и гриллы (соединения голов человека и животных).

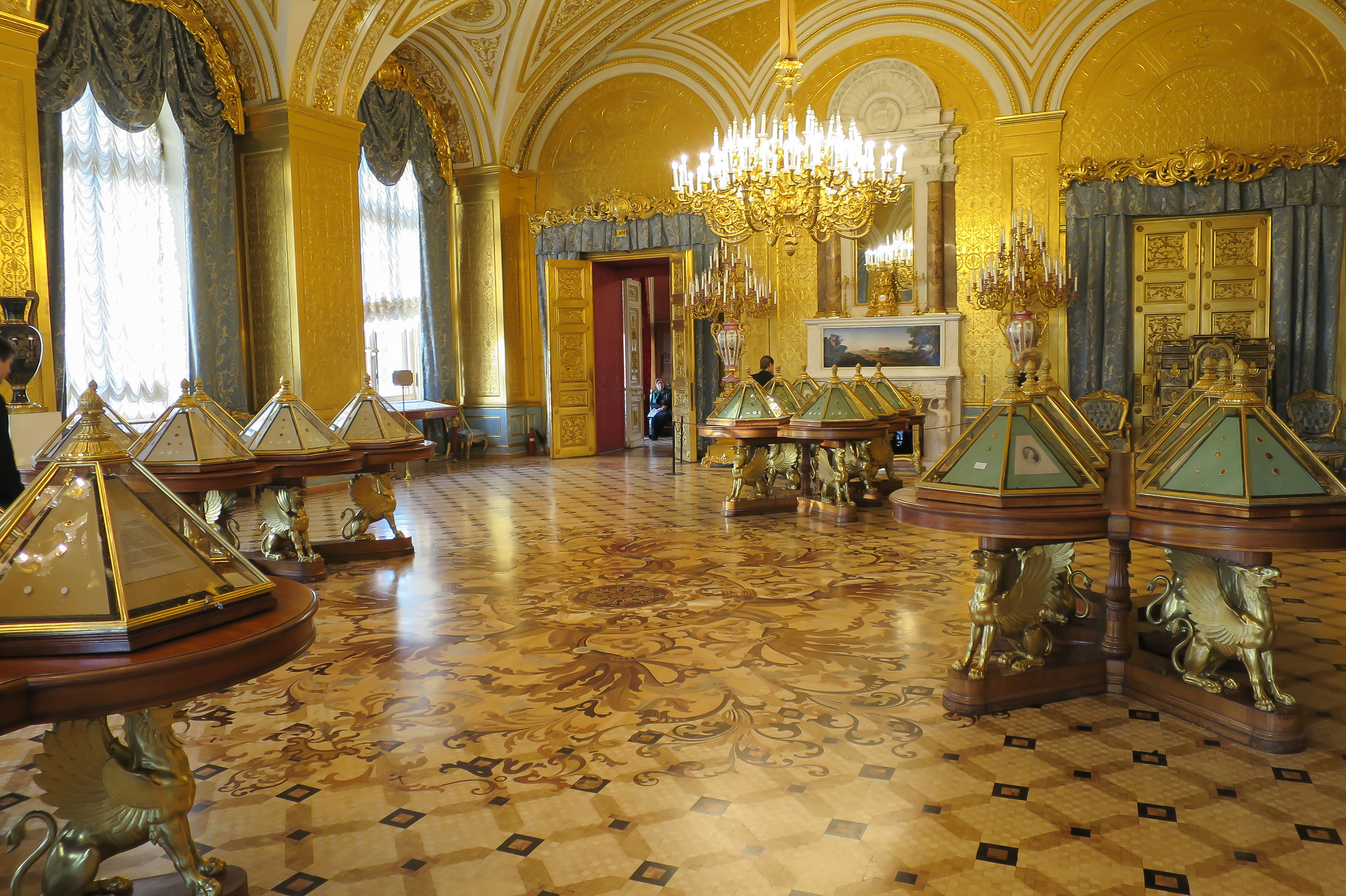
Золотая гостиная, 2015
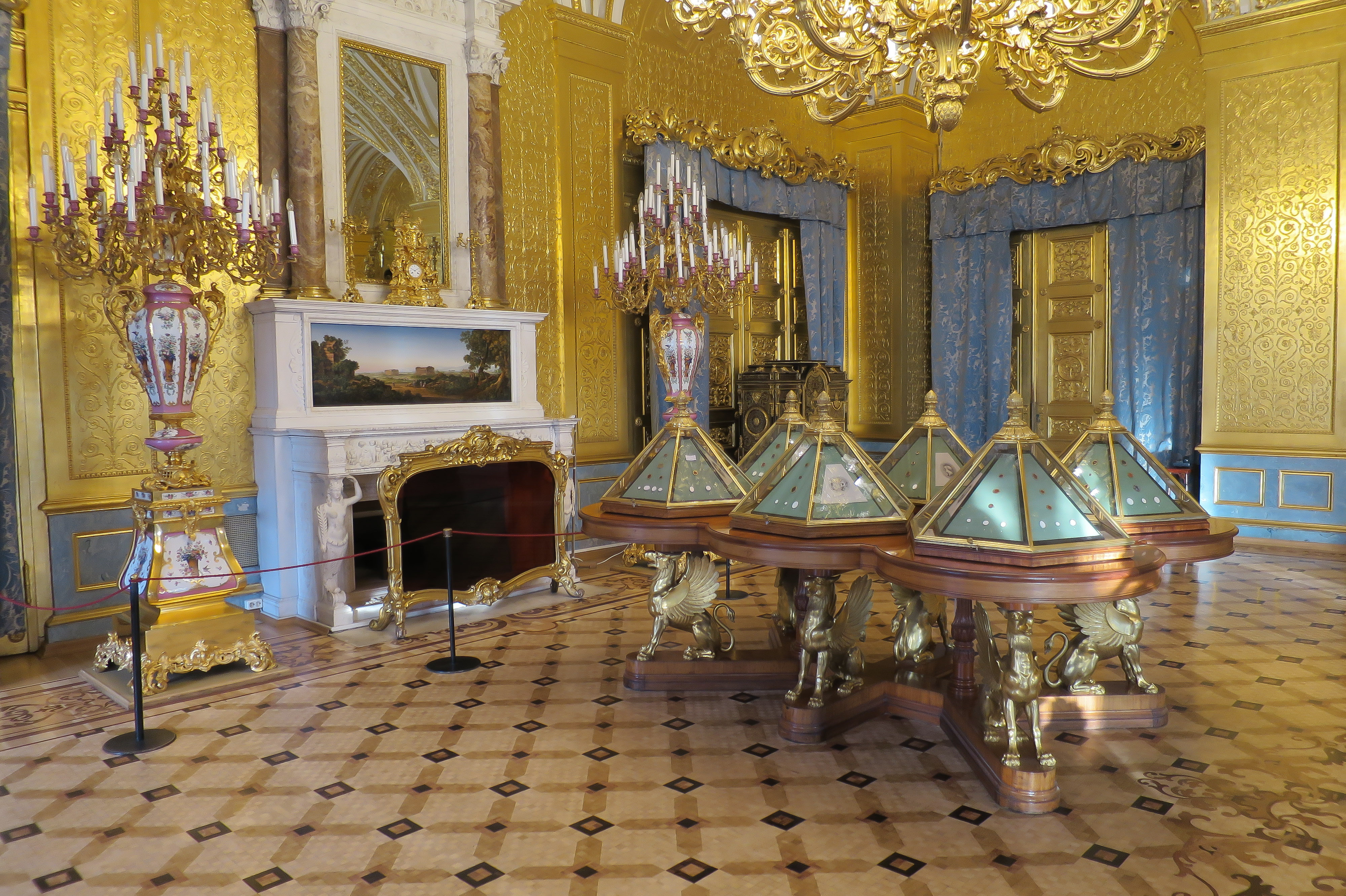
Золотая гостиная, 2015
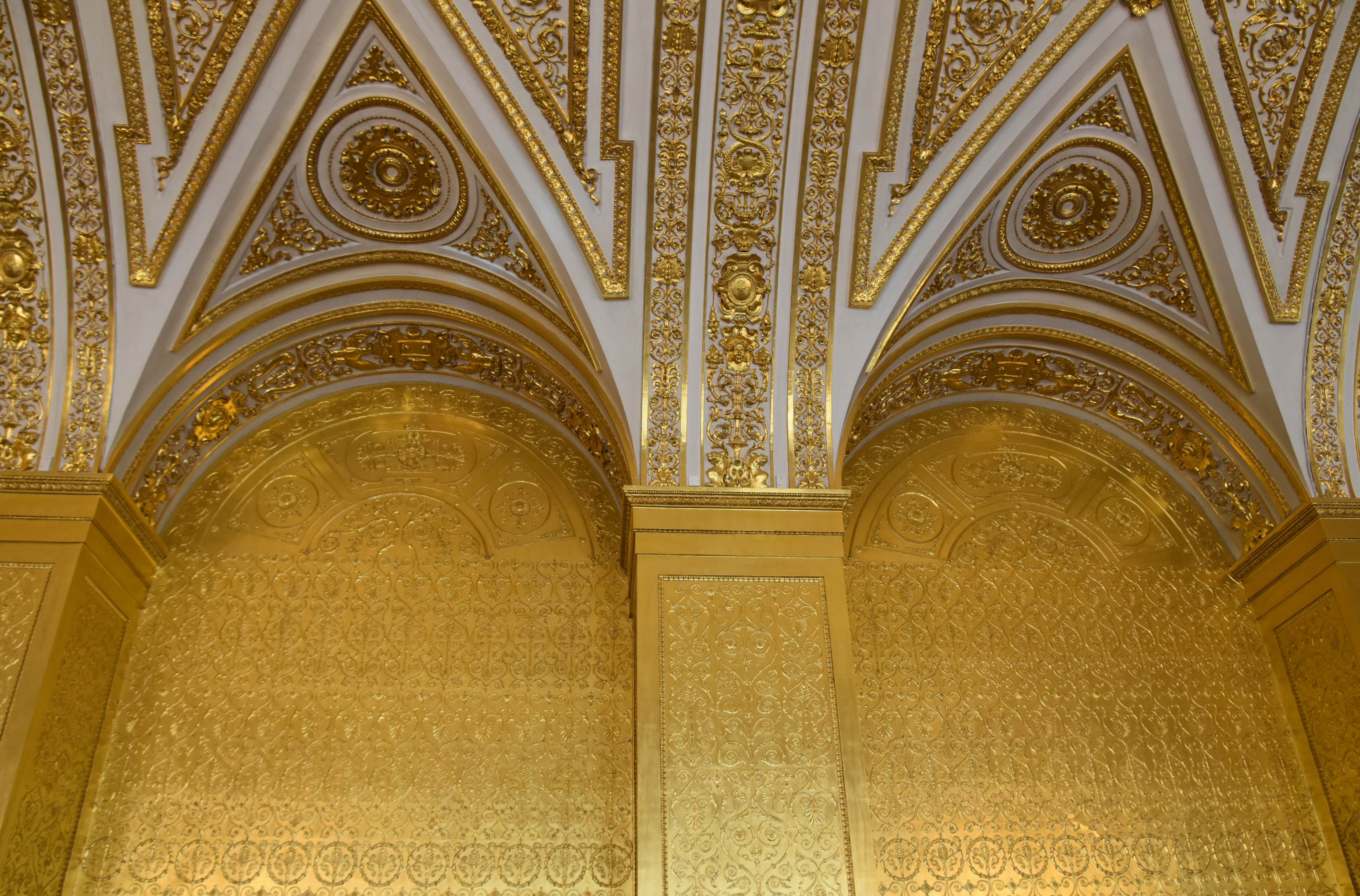
Фрагмент стены
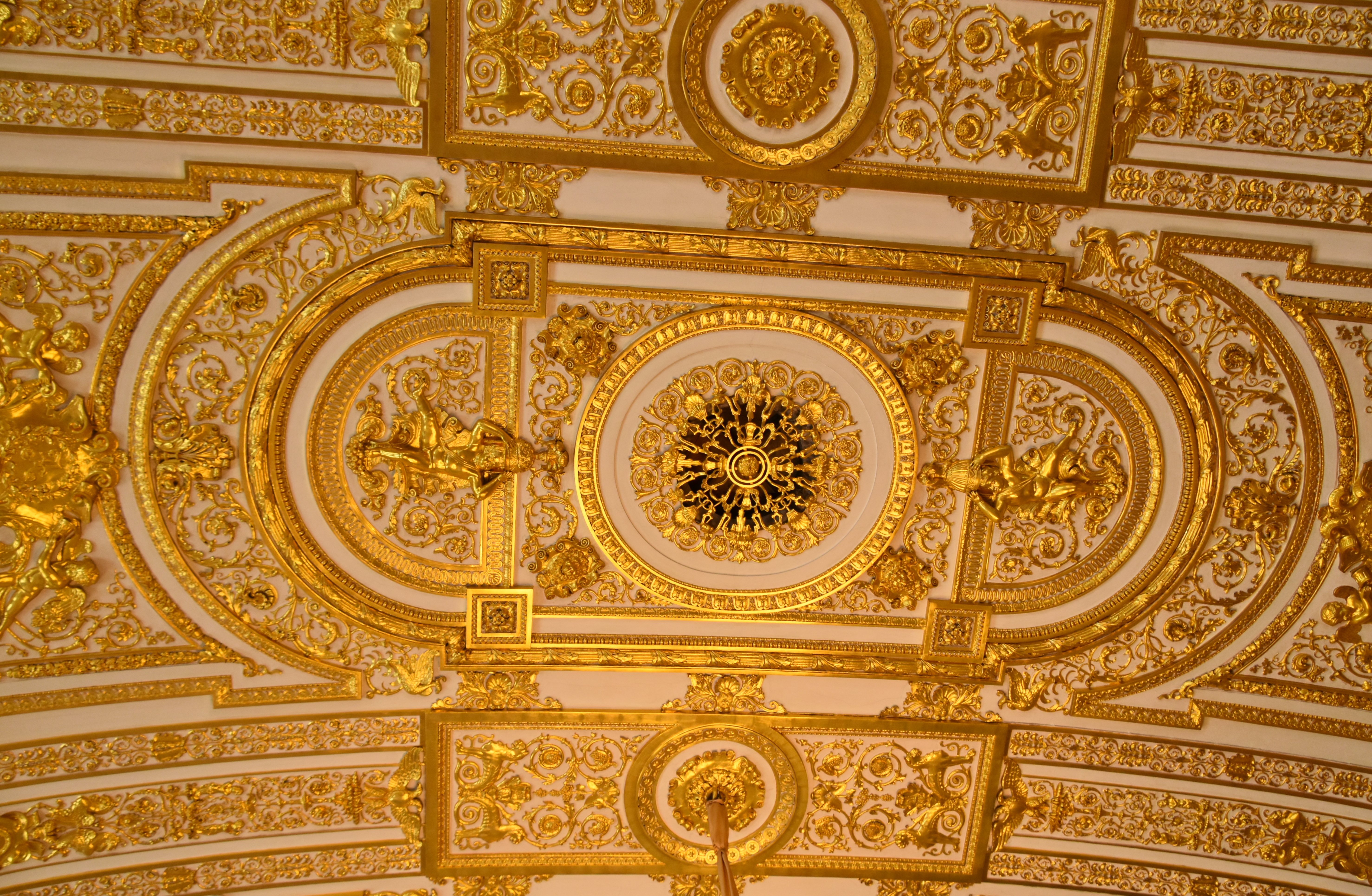
Лепное убранство сводов